# Древен Близък изток
Древният Близък изток е исторически термин, използван в културната антропология.
Като историко-географско пространство се отнася до Древния Близък изток (но не само), но липсва стандартно определение за времето и пространството, които обхваща. Като цяло понятието се свързва с първите в историята на човечеството високоразвити култури, възникнали в този регион на Азия (с изключение на Древен Египет). В понятието Древен Близък изток задължително се включват териториите на Месопотамия, Персия, Анатолия и Леванта.
Погледнато през призмата на съвременните основно лингвистични и археологически проучвания, това е територията–люлка в развитието на човечеството, на която се появяват първата писменост и урбанизация – маркиращи и трасиращи прехода от праистория към история.
В Древния Близък изток високоразвитите цивилизации възникват постепенно и в продължение на няколко хилядолетия, като най-значими са първата от тях – тази на шумерите, следвана от вавилонците, асирийците и персите, като в Мала Азия възниква и тази на хетите. Последната ориенталска цивилизация, отнасяна към древните, и същевременно преходна към ислямските, е тази на Сасанидите, след чийто край този регион навлиза в нова фаза от развитието си и в друго културно пространство поради експанзията на исляма.